# Baldur’s Gate
Baldur’s Gate (englisch für: Baldurs Tor) ist ein Fantasy-Computer-Rollenspiel des kanadischen Spieleentwicklers BioWare, das im Dezember 1998 von Interplay Entertainment veröffentlicht wurde. Der Name entspricht dem zentralen Schauplatz seiner Handlung, einer Stadt aus der Dungeons-&-Dragons-Fantasiewelt Vergessene Reiche. Baldur’s Gate und die für seine Entwicklung geschaffene Infinity-Engine bildeten den erfolgreichen Auftakt zu einer ganzen Serie weiterer Spiele dieser Art, darunter die Erweiterung Baldur’s Gate: Die Legenden der Schwertküste von 1999 und der Nachfolger Baldur’s Gate II: Schatten von Amn aus dem Jahr 2000.
Im Jahr 2012 brachte der kanadische Entwickler Beamdog zunächst unter dem Label „Overhaul Games“ eine umfassenden Überarbeitung des Spiels auf den Markt, die die Technik an moderne Rechner- und Betriebssysteme anpasste und neue Komfortfunktionen einfügte. Die Überarbeitung erschien unter dem Titel Baldur’s Gate: Enhanced Edition und stellte den Auftakt für die Überarbeitung der meisten anderen Infinity-Titel dar. Im März 2016 folgte mit Baldur’s Gate: Siege of Dragonspear schließlich eine neue Erweiterung exklusiv für die Baldur’s Gate: Enhanced Edition, die mit einem zusätzlichen Handlungsstrang die Erzähllücke zwischen Baldur’s Gate und Baldur’s Gate II schließen sollte.

## Handlung
Im Mittelpunkt steht eine epische Geschichte rund um den Hauptcharakter, welche den Helden und seine Begleiter durch viele verschiedene Orte Faerûns führt (entlang der Schwertküste, Amn und Tethyr) und alle vier erschienenen Titel miteinander verbindet. Die Geschichte wird in mehreren Kapiteln erzählt, die durch bestimmte Schlüsselereignisse (Erreichen einer bestimmten Position, Bekämpfen eines bestimmten Gegners, Finden eines bestimmten Gegenstandes) vorangetrieben werden.
Kern der Handlung ist die Abstammung des Hauptcharakters von Bhaal, dem von einem Sterblichen getöteten »Gott des Mordes«. Unter den Nachkommen des Bhaal ist danach ein Wettstreit darüber ausgebrochen, wer nun seine Nachfolge antreten darf. Auch Sarevok, der Hauptwidersacher des Spiels, ist ein Sohn Bhaals und somit ein Halbbruder des Spielercharakters. Da er den Platz des Vaters einnehmen möchte, versucht er, sämtliche anderen Nachkommen Bhaals und damit auch den Hauptcharakter umzubringen. Dieser lebt ohne jegliche Kenntnisse seiner Abstammung in der Gelehrtenstadt Kerzenburg, wo er in der Obhut des Magiers Gorion zusammen mit der Diebin Imoen aufwuchs. Als Gorion die Stadt mit dem Spielercharakter verlässt, um in die Region Freundlicher Arm zu reisen, werden sie von Sarevok überfallen und Gorion bei dieser Gelegenheit getötet. Der Hauptcharakter kann fliehen.
In der Folge ist es nun die Aufgabe des Spielers, mehr über die Identität Sarevoks in Erfahrung zu bringen und das Geheimnis um die eigene Abstammung zu lüften. Dabei muss er auch eine politische Verschwörung bekämpfen, die die Stadt Baldurs Tor in einen Krieg mit seinen Nachbarn zu verstricken droht.

## Spielprinzip

### Einzelspieler
In Baldur’s Gate bewegt der Spieler bis zu sechs Spielercharaktere gleichzeitig durch die Spielwelt, die mit vorgerenderten Grafiken und Sprite-Animationen dargestellt wird. Lediglich der Hauptcharakter kann vom Spieler selbst generiert werden, die restlichen Begleiter können im Verlauf des Spiels nach und nach aus einem größeren Pool möglicher Begleiter ausgewählt werden, wodurch Variationen bei der Gruppenzusammenstellung möglich sind. Der Hauptcharakter nimmt auch insofern eine herausragende Position im Spiel ein, als sein Tod ein sofortiges Spielende auslöst.
Der wahlweise männliche oder weibliche Hauptcharakter wird zu Beginn auf Grundlage einer vereinfachten Form der D&D-Regeln zur Charaktererschaffung generiert. Dabei kann der Spieler die Rasse (Mensch, Elf, Zwerg, Halb-Elf, Halbling, Gnom) und die Klasse (Kämpfer, Waldläufer, Paladin, Magier, Kleriker, Druide, Schurke, Barde sowie einige Kombinationen dieser Klassen) aussuchen. Anschließend kann er eine zufällig vom Programm ausgewürfelte Anzahl von Punkten auf die verschiedenen Attribute (Stärke, Geschicklichkeit, Konstitution, Weisheit, Intelligenz, Charisma) verteilen.
Im Spiel kann der Hauptcharakter mit anderen Wesen der Welt interagieren (sprechen, handeln, kämpfen usw.). Manche dieser Nicht-Spieler-Charaktere (NPCs) können für die eigene Abenteurergruppe rekrutiert werden. Sie bestreiten die Abenteuer dann gemeinsam mit dem Hauptcharakter und lassen sich ebenfalls vom Spieler steuern. Zwischen den rekrutierbaren Charakteren kann es zu einem gewissen Maß an Interaktion kommen, und sie können dem Hauptcharakter gewisse Dienste abverlangen, damit sie ihn auf seiner Reise unterstützen.
Im Laufe der Geschichte gewinnen der Hauptcharakter und die aktiven Gruppenmitglieder sowohl durch gelöste Aufgaben als auch durch erfolgreiche Kämpfe Erfahrung. Beim Erreichen vordefinierter Punktegrenzen erfolgen Stufenaufstiege, bei denen die individuellen Fähigkeiten der Charaktere verbessert und/oder erweitert werden können. Wie in den meisten RPGs mit diesem Hintergrund ist es unter bestimmten Voraussetzungen möglich, die Klasse zu wechseln bzw. in einer anderen Klasse aufzusteigen als der ursprünglich gewählten. Die NPCs können sich zusätzlich durch storytechnische Elemente weiterentwickeln.

### Mehrspieler
Das Spiel kann von bis zu sechs Spielern gemeinsam via Internet oder Netzwerk gespielt werden. Der Host des Spiels übernimmt in diesem Fall die Rolle des Hauptcharakters. Alle Mitspieler können ebenfalls einen eigenen Charakter erstellen und diesen steuern. Alle Mitspieler bleiben vom Hauptspieler abhängig, da sie während der häufig wiederkehrenden Dialogsequenzen nicht mehr agieren können und auf die Eingabe des Hosts warten müssen.

## Entwicklung
Alle vier Veröffentlichungen der Computer-Rollenspielserie Baldur’s Gate wurden von BioWare im Auftrag des Publishers Interplay geschaffen, der zu diesem Zeitpunkt Inhaber einer AD&D-Softwarelizenz von TSR war. Zum Zeitpunkt der Beauftragung von BioWare waren die Vergessenen Reiche die beliebteste Kampagnenwelt des Dungeons-&-Dragons-Pen-&-Paper-Rollenspiels, so dass von Seiten TSRs die Vorgabe erfolgte, diese Region zum Schauplatz des Spiels zu machen. Es handelte sich zu diesem Zeitpunkt erst um den zweiten Spieletitel von BioWare, das zuvor mit Shattered Steel lediglich ein Actionspiel veröffentlicht hatte.
Die letztlich für alle Teile verwendete Infinity-Engine war ursprünglich für ein MMO konzipiert worden und wurde erst auf Anraten von Interplays Feargus Urquhart für ein Rollenspiel verwendet. Zu diesem Zeitpunkt verwendeten Computer-Rollenspiele in aller Regel ein rundenbasiertes Kampfsystem, in dem Spieler und Gegner wechselseitig ihre Züge durchführten. Bei BioWare trafen im Rahmen des Designprozesses Geschäftsführer Ray Muzyka als erklärter Fan des rundenbasierten Kampfes und der bei Baldur’s Gate federführende Designer James Ohlen als Freund von Echtzeit-Strategiespielen wie Command & Conquer aufeinander. Aus diesen gegensätzlichen Positionen entstand das Kampfsystem der „taktischen Pause“, bei dem der Kampf zwar in Echtzeit abläuft, vom Spieler aber jederzeit in einen Pausenmodus versetzt werden kann, während dem er den Spielcharakteren Ziele, Angriffsarten oder unterstützende Gegenstände zuweisen kann. Um die Entwickler zu unterstützen, standen Interplays Rollenspielspezialisten der Black Isle Studios dem Projekt beratend zur Seite. Der Soundtrack des Spiels entstammt der Feder des deutschen Komponisten Michael Hoenig.
Die Firma Runecraft wurde von Interplay mit einer Portierung für die PlayStation beauftragt, die im Frühjahr 2000 erscheinen sollte. Wegen des nahenden Endes der ersten Playstation-Generation und einer Neuausrichtung Interplays nach der Übernahme durch Titus Interactive wurde das Projekt jedoch vorzeitig eingestellt.

### Technik
Das Spiel basiert auf der von BioWare entwickelten Infinity-Engine, einer 2D-Grafikengine. Das Spiel benötigte daher keine 3D-Grafikkarte. Die Auflösung war auf 640×480 Pixel beschränkt.
Die Spielengine wurde von BioWare für weitere D&D-Projekte an Interplay lizenziert. Sie kam bei den Black Isle Studios für die Spiele der Icewind-Dale-Reihe und in Planescape: Torment zur Anwendung, die dadurch optisch und spielerisch große Ähnlichkeit zu Baldur’s Gate aufweisen. Zusammen mit Baldur’s Gate werden diese Spiele als die sogenannten „Infinity-Spiele“ bezeichnet.

## Rezeption

### Erwartungen im Vorfeld
In der Presse wurden bereits im Vorfeld hohe Erwartungen in die Veröffentlichung des Titels gesetzt. Die letzten SSI-Veröffentlichungen vor Auslaufen der exklusiven AD&D-Lizenz des Unternehmens im Jahr 1995 erwiesen sich nur noch als mäßig erfolgreich, aber auch der Erwerb der Teillizenz durch Interplay hatte bislang nicht die Erwartungen erfüllen können. Das zuvor veröffentlichte Strategiespiel Blood & Magic und insbesondere das actionorientierte Descent to Undermountain galten gemeinhin als Fehlschlag. Julian Schoffel von der PC World Australien äußerte im April 1998 daher die Hoffnung, dass Interplay mit Baldur’s Gate das „traurige“ Resultat von Descent to Undermountain ausgleichen und seinen positiven Ruf als Spieleentwickler wiederherstellen könne. Tahshin Shamma von der Computer Gaming World bezeichnete Baldur’s Gate im Oktober 1998 als „das beste Advanced-Dungeons-&-Dragons-Computerspiel seit den Gold-Box-Spielen“ und das „meisterwartete Advanced-Dungeons-&-Dragons-Computerspiel der letzten Dekade“, wobei er die überzeugende Simulation einer lebensweltlichen Rollenspielsituation und die aufwändige Detailarbeit von BioWare als Hauptgründe hervorhob.

### Verkäufe
Das Spiel wurde, für Interplay unerwartet, zu einem großen Verkaufserfolg. Während der deutsche Distributionszweig des Unternehmens mit etwa 50.000 verkauften Exemplaren rechnete, wurden bis Mai 1999 tatsächlich 90.000 Exemplare verkauft, das Spiel belegte im Januar 1999 zudem den 1. Platz in den Media-Control-Charts für Computerspiele. Bis Mai 2005 konnten etwa zwei Millionen Exemplare von Baldur’s Gate abgesetzt werden. Es wird – zusammen mit dem Action-Rollenspiel Diablo – häufig als Wegbereiter für die „Wiederbelebung“ der seinerzeit totgeglaubten Computer-Rollenspiele genannt.

### Rezensionen
Baldur’s Gate erhielt sehr gute bis herausragende Bewertungen (Metacritic: 91 %). Peter Kusenberg von der PC Games lobte die detaillierten Charaktereinstellungsmöglichkeiten und die spannende, nicht-lineare Handlung. Er bemängelte jedoch auch die niedrige Grafikauflösung von 640 × 480 Bildpunkten und eine generell etwas statisch wirkende Spielwelt. Er vergab letztlich eine Wertung von 87 %, hinter den Konkurrenzprodukten Diablo und Might and Magic VI: The Mandate of Heaven. Für Irritationen sorgte die deutsche Synchronisation, die unter anderem durch „sächselnde“ Charaktervertonungen auffiel.
Spielejournalist Jörg Langer urteilte für den deutschen Ableger des Magazins Retro Gamer 2019 retrospektiv, dass Baldur’s Gate im Gegensatz zu anderen Spielen der 1990er-Jahre deutlich besser gealtert sei, was er an der „schmuck gemalten“ Grafik und am Bedienkonzept festmachte. Das Spiel hätte 1998 weiterhin durch sein Kampfsystem, eine tiefgehende Story, interessante Charaktere und eine gelungene Implementierung des Dungeons-&-Dragons-Regelwerks beeindruckt. Langer kritisierte die Enhanced Edition für ihre „nicht zu Ende gedachten“ technischen Änderungen.

### Fan-Modifikationen und -Erweiterungen
Die verwendete Infinity-Engine wurde recht schnell von ambitionierten Fans analysiert und dokumentiert. Sie erlaubte einen sehr hohen Grad an Beeinflussung des Spielinhaltes durch Dritte. Daher bildete sich eine Modding-Szene, die von kleinen Veränderungen (wie dem Hinzufügen neuer Gegenstände) über das Korrigieren von Programmfehlern und Schreibfehlern im Original bis hin zum Erschaffen komplett neuer Aufgaben dem Hauptdarsteller neue Optionen an die Hand gab. Der Hauptteil dieser Modifikationen existiert zwar für den Nachfolger Baldur’s Gate II, aber auch der erste Teil verfügte bereits über einen gewissen Anteil an möglichen Veränderungen.
Daneben gibt es mehrere Ansätze, die einzelnen Titel der Reihe technisch und inhaltlich stärker miteinander zu verzahnen. Die Modifikation BG1Tutu erlaubt es beispielsweise, Baldur’s Gate mit der Engine von Baldur’s Gate II zu spielen, wodurch vor allem die höheren Auflösungen des Nachfolgers genutzt werden können. Das setzt jedoch den Besitz beider Spiele voraus.

## Erweiterungen und Nachfolger

### Baldur’s Gate: Die Legenden der Schwertküste
Baldur’s Gate: Die Legenden der Schwertküste ist eine Erweiterung des Spiels Baldur’s Gate. Sie erschien am 5. Mai 1999.
Zusätzliche Inhalte
Legenden der Schwertküste enthält vier zusätzliche Schauplätze mit einigen Nebenquests, die sich nahtlos in das Hauptspiel integrieren und parallel zur Handlung der Hauptkampagne gespielt werden können. Alternativ kann der Spieler seine Gruppe aus einem bereits beendeten Spiel nochmals importieren und beginnt direkt an einem der neuen Schauplätze. Ausgangspunkt ist der neu hinzugekommene Ort Ulgoths Bart (engl.: Ulgoth's Beard). Ein wesentlicher neuer Schauplatz ist Durlags Turm, eine aus dem Regelwerk bekannte, von zahlreichen Fallen gesicherte Festung.
Das Spiel enthält mehrere neue Zauber, Gegenstände oder gegnerische Kreaturen und erhöht zusätzlich die Obergrenze für Erfahrungspunkte, wodurch Charaktere durchschnittlich um eine weitere Stufe aufsteigen können. Der Schwierigkeitsgrad der neuen Abschnitte ist im Vergleich zum Grundspiel spürbar höher. Als neue Funktion wurde eine automatische Pause hinzugefügt, die sich aktiviert, sobald eine gegnerische Figur in Sichtweite erscheint.
Entwicklungs- und Veröffentlichungsgeschichte
Laut Designer James Ohlen war die Spielerweiterung Legenden der Schwertküste schon von Anfang an in Biowares Planungen enthalten, sollte aber primär bei geringem Entwicklungsaufwand zusätzliches Geld in die Kasse spülen, während in die Entwicklung von Baldur’s Gate 2 deutlich mehr Ressourcen investiert wurden. Die bei Kritikern unbeliebte Heraufsetzung der Obergrenze für Erfahrungspunkte in der Erweiterung (die die meisten Kritiker gerne im Basisspiel gesehen hätten) war durch BioWares Strategie bedingt, Baldur’s Gate als Trilogie anzulegen und dem Spieler die Möglichkeit zu geben, die Spielcharaktere durch alle drei Spiele (Baldur’s Gate, Legenden der Schwertküste und Baldur’s Gate 2) hindurch nutzen zu können.
Rezeption
Elliot Chin vom US-amerikanischen Computerspielmagazin Computer Gaming World lobte das Add-on als eine passende, nahtlose Erweiterung des Grundspiels und dass es etwa im Bereich der Wegfindung deutliche Verbesserungen mit sich bringe. Es behebe jedoch nicht alle Mängel des Grundprogramms wie das unübersichtliche Tagebuch. Insgesamt erhielt das Add-on 4 von 5 Punkten. Ähnlich urteilte Joel Strauch von der US-amerikanischen GamePro, der außerdem das Heraufsetzen der Erfahrungspunkteobergrenze hervorhob, was er als „eines der dümmsten Dinge an BG“ bezeichnete. Er vergab 4,5 von 5 Punkten.
Stefan „Desslock“ Janicki von GameSpot wies in seinem Testbericht darauf hin, dass nur wenige Rollenspiele erfolgreich genug seien, um eine Erweiterung zu erhalten, da diese üblicherweise nur noch einen Teil der Käufer des Hauptspiels ansprächen. Die Legenden der Schwertküste leide allerdings wie viele andere Erweiterungssets unter dem Problem, dass es lediglich mehr von den bereits bekannten Inhalten biete und das Hinzufügen dieser zu Balancing-Problemen führten. Er bemängelte, dass Die Legenden der Schwertküste wie zuvor bei anderen Rollenspielen (Ultima VII, Diablo), statt auf eine echte Fortführung der Handlung durch eine Anschlusserzählung (Add-on) stattdessen auf die Integration der neuen Inhalte in eine ansonsten „stagnierende“ Spielwelt setze (Add-in). Die Entwickler versuchten laut Janicki demnach der Vorstellung Rechnung zu tragen, dass der Endkampf des Hauptspiels wie üblich in einer epischen Konfrontation mit einem übergroßen Endgegner münde und die Fortführung in Form eines Add-ons demgegenüber spannungstechnisch nur abfallen könne. Allerdings hätten Erweiterungen wie Broodwar für das Echtzeit-Strategiespiel Starcraft gezeigt, dass dies möglich sei. Dennoch sei das Gebotene für das Gameplay in mehrerlei Hinsicht eine Verbesserung gegenüber dem Grundspiel. Die mitgelieferten Inhalte seien abwechslungsreich, gut designt und trotz anhaltender Linearität komplexer als im Hauptspiel, da statt einfachem Hack ’n’ Slay auch Rätsel zu lösen seien. Im Vergleich zum Hauptspiel beinhalte es nun außerdem einen ordentlichen Dungeoncrawling-Abschnitt. Janicki vergab daher 8,1 von 10 Punkten. Bis Mai 2005 wurden ca. 600.000 Exemplare des Add-ons abgesetzt.

### Baldur’s Gate: Enhanced Edition
Die Baldur’s Gate: Enhanced Edition ist eine überarbeitete und mit neuen Inhalten erweiterte Fassung von Baldur’s Gate einschließlich der Erweiterung Legenden der Schwertküste. Hauptmerkmal neben der Zusammenfassung der ursprünglich separaten Veröffentlichungen ist die Portierung des Spiels auf das fortgeschrittenere technische Gerüst von Baldur’s Gate II und die Anpassung für neuere Betriebssysteme sowie eine Version für Geräte mit Touchsteuerung (Tablet-PCs). Entwickelt wurde sie von Overhaul Games, einem Team ehemaliger BioWare-Mitarbeiter. Die Erstveröffentlichung erfolgte am 28. November 2012 für Windows über den Online-Anbieter Beamdog, dem Unternehmen hinter Overhaul Games. Seitdem folgten Versionen für iOS, Ubuntu, SteamOS und macOS. Eine Fassung für Android erschien im Frühjahr 2014. Im Dezember 2019 erscheint dieser Titel auch für PS4, Xbox One und Nintendo Switch.
Veränderungen
Die Enhanced-Edition beinhaltet neben dem Hauptspiel bereits das Add-on Legenden der Schwertküste. Weiterhin brachte Overhaul die zugrunde liegende Infinity-Engine auf den letzten technischen Stand von Thron des Bhaal, dem Add-on zu Baldur’s Gate II. Das brachte einige grafische Updates und übertrug gleichzeitig das Regelwerk und die erweiterten Charaktererstellungsmöglichkeiten (zusätzliche Klassen, Klassenkits) des Nachfolgertitels auf den ersten Teil.
Neu hinzugefügt wurden drei mit Sprachausgabe versehene Begleitcharaktere, darunter eine Romanzenoption, die jeweils eine eigene Questreihe mit sich bringen, die den Spieler in neue Spielgebiete führen. Über das Hauptmenü erreicht der Spieler zudem „Die Schwarzen Gruben“ (engl.: The Black Pits), eine vom Hauptspiel losgelöste Kampfarena, in der eine sechsköpfige Heldengruppe erstellt werden kann. Diese tritt in insgesamt 15 Runden gegen verschiedene Gegner an, um so zum Champion der Kampfarena aufzusteigen.
Komplett überarbeitet wurden die gerenderten Zwischensequenzen. Sie wurden ersetzt durch animierte Zeichnungen. Der Änderung fiel auch das ursprünglich im Intro verwendete Nietzsche-Zitat „Wer mit Ungeheuern kämpft, mag zusehn, dass er nicht dabei zum Ungeheuer wird. Und wenn du lange in einen Abgrund blickst, blickt der Abgrund auch in dich hinein.“ zum Opfer. Die Benutzeroberfläche wurde im Detail für die Verwendung unter höherer Bildschirmauflösung optimiert, eine Zoomfunktion eingefügt und beispielsweise die Darstellung der Auftragsliste im Tagebuch überarbeitet. Im Entwicklungsverlauf wurden nach Angaben des Entwicklers dazu mehr als 400 Programmierfehler des Originals behoben.
Entwicklung
Das Projekt kam auf Initiative Beamdogs, Betreiber einer gleichnamigen Online-Vertriebsplattform für Computerspiele, zustande. Beamdog und dessen Entwicklungsabteilung mit dem Namen Overhaul Games wurde von ehemaligen BioWare-Mitarbeitern um Trent Oster gegründet, die an den Originaltiteln des Spieles gearbeitet hatten. Ursprüngliches Ziel der Entwickler war die Erstellung einer HD-Version mit Hilfe der ursprünglichen Artworks und die Portierung des Spiels auf Tablets. Nachdem bereits alle Verträge, u. a. mit Namensrechte-Inhaber Atari, abgeschlossen waren, stellte sich jedoch beim Sichten der Materialien von BioWare heraus, dass sämtliche Artworks verschollen waren. Dies nahm Overhaul jede Möglichkeit, die Karten des Spiels mit einer höheren Auflösung neu zu rendern und somit eine HD-Fassung zu erstellen. Um das Projekt dennoch weiterführen zu können, entwickelte Overhaul das Enhanced-Konzept, durch Verbesserung und Erweiterung des ursprünglichen Spiels ein Verkaufsargument zu schaffen.
Rezeption
Das Spiel erhielt gute, im Vergleich zum Vorgängertitel jedoch deutlich niedrigere Wertungen, insbesondere für die iOS-Version (Metacritic: 73 %). Weitgehende Einigkeit bestand über die Qualität des ursprünglichen Spiels, das von den meisten Testern auf allen Plattformen positiv bewertet wurde. Kritisiert wurden dagegen hauptsächlich die Anpassungsarbeiten und Ergänzungen von Overhaul Games, insbesondere die Umsetzung für Tablet-PC.
Die Touchsteuerung für Tablets scheitere demnach an der mangelhaften Präzision, die selbst einfachste Aktionen wie das Durchqueren einer Tür zu einer mühseligen Angelegenheit mache. Auch fehle die Möglichkeit, wie am PC mit Hilfe des Mauszeigers Interaktionsobjekte aufzuspüren. Ziehe man den Nostalgiebonus ab, merke man dem Spiel aufgrund der zahlreichen Mängel an, dass es nicht für Tablets entwickelt worden wäre.

„Ich bin schwer enttäuscht von dieser iPad-Variante des Klassikers. Weder die Kulisse noch die Steuerung wurde für Apples Tablet optimiert. Das Team um Trent Oster serviert eine dermaßen fummelige und antiquierte Benutzeroberfläche, dass einem aufgrund der vielen fehlerhaften Tipper sowie des mangelnden Auswahlfeedbacks die Lust auf ein episches Abenteuer vergeht […] also: Finger weg! Wer dieses großartige Rollenspiel erleben will, sollte auf dem PC mit dem Original spielen. Das gibt's für knapp zehn Dollar zum Download.“

Etwas bessere Bewertungen erhielt die Windows-Fassung (Metacritic: 78 %). Als angenehm bewertet wurde die Anpassung des Spiels und des Interfaces an höhere Bildschirmauflösungen sowie die kleineren Anpassungen der Benutzeroberfläche, etwa des Tagebuchs, das übersichtlicher geworden sei. Auch die Qualität der neuen Inhalte wurde weitgehend positiv bewertet. Allerdings gab es im Detail Kritik. Die neuen Quests und Partyinteraktionen seien vergleichsweise kurz, die neuen Gebiete mitunter detailarm.
Vergleichsweise negativ fiel das Urteil der PC Games aus. Die Hintergründe seien wegen der Hochskalierung auf 1920×1080 px matschig und die Figuren pixelig. Das sei umso auffälliger, wenn man die neu implementierte Zoomoption nutzt. Die meisten Neuerungen ließen sich zudem mit Hilfe kostenloser Modifikationen bereits für die ursprüngliche Spielversionen einrichten, die für den PC in der Neuanschaffung gemeinsam wesentlich günstiger seien. Da die neuen Begleiter die einzigen Charaktere mit Sprachausgabe sind, stächen diese aus dem Pool der restlichen Begleiter deutlich heraus. An der neu hinzugefügten Arena bemängelte der Tester Peter Bathge, dass sie nicht in das Spiel eingebunden ist und die Stärken des Hauptspiels nicht widerspiegele. Die Technik und Ausstattung bezeichnete Bathge als schlampig. In der Releasefassung gäbe es immer noch zahlreiche Programmfehler und die deutsche Sprachausgabe und die versprochene Lobby für Online-Spiele seien nicht enthalten, sondern sollten nun erst per Patch nachgereicht werden. In einem Fazit betonte Batge jedoch, dass sich die Spielwertung von 69 % auf die Eigenheiten der Enhanced-Fassung beziehe, während das zugrunde liegende Spiel auch weiterhin „eine Klasse für sich“ sei.
Andere Tester wiederum lobten die Arena und die taktische Herausforderung der Kämpfe als willkommene Ergänzung und bewerteten die Vielzahl an kleinen Überarbeitung sowie 400 Fehlerbehebungen am Original generell positiv, auch wenn sie nicht in jedem Fall gelungen sei.

“The best way to view the Enhanced Edition is as a particular flavour of this game - one which may or may not appeal to your personal taste. I certainly can't claim that this is the definitive version of Baldur’s Gate and I have to judge this game I love with that in mind. It's not better - it's just different.”

„Am besten betrachtet man die Enhanced Edition als eigene Variante dieses Spiels – eine, die dem eigenen Geschmack zusagt oder aber auch nicht. Ich kann sicher nicht behaupten, dass dies die definitive Version von Baldur’s Gate ist und ich muss das Spiel, das ich liebe, unter diesem Aspekt beurteilen. Es ist nicht besser – nur anders.“

Verkaufsstopp
Im Juni 2013 gab Beamdog überraschend einen Verkaufsstopp für die Enhanced Edition auf der Beamdog-Website und im Apple Appstore sowie die vorläufige Einstellung der Entwicklungsarbeiten an der Baldur’s Gate II: Enhanced Edition bekannt. Hintergrund waren vertragliche Auseinandersetzungen mit dem Inhaber der Namensrechte, Atari, der sich zu diesem Zeitpunkt in einem Insolvenzverfahren befand. Der Verkauf über Steam, der von Atari kontrolliert wurde, blieb davon unberührt. Nach dem Abschluss einer Versteigerung von Atari-Markenrechten im Juli 2013 gab Beamdog im August 2013 die Wiederveröffentlichung der Enhanced Edition auf der Firmenwebsite und im Appstore sowie die Fortführung der Arbeiten an der Baldur’s Gate II: Enhanced Edition bekannt.

### Baldur’s Gate: Siege of Dragonspear
Siege of Dragonspear ist eine Erweiterung für Baldur’s Gate: Enhanced Edition und funktioniert nicht mit der Originalversion von Baldur’s Gate. Siege of Dragonspear spielt zeitlich zwischen dem ersten und dem zweiten Teil von Baldur’s Gate und versucht diese beiden Erzählstränge zu verknüpfen. Die Handlung versetzt den Spieler wieder in die Stadt Baldurs Tor, die durch einen Kreuzzug aus dem Norden unter der Leitung einer geheimnisvollen Shining Lady bedroht wird.
Die Erweiterung bietet mehr als 25 Stunden Spielzeit und mehr als 70 neue Gebiete. Die aus dem Basisspiel bekannten Charaktere wurden um vier neue mögliche Gruppenmitglieder erweitert und mit dem Schamanen wurde eine neue spielbare Klasse hinzugefügt. Für Siege of Dragonspear erhielt die Infinity-Engine ein umfangreiches Update, das neben Verbesserungen am Interface neue Funktionen wie einen „Story Mode“ bietet. Dieser reduziert den Schwierigkeitsgrad der Kämpfe auf ein Minimum, sodass der Spieler sich ausschließlich auf die Erzählung konzentrieren kann.
Rezeption
Das Spiel erhielt von Kritikern weitgehend positive Wertungen (Metacritic: 78 %). Kritikpunkte sind Logiklöcher in der Handlung und, dass der Brückenschlag zwischen den beiden Teilen von Baldur’s Gate über Spoiler und Vorgriffe auf folgende Ereignisse gelöst wurde. Höhepunkte sehen die Spieletester in gelungenen Nebenquests und dem neuen Element der Belagerungskämpfe.
Entwickler Beamdog beklagte sich nach Veröffentlichung über zahlreiche negative Nutzerkritiken, die hauptsächlich aus Protest gegen das Einfügen einer Transgender-Spielfigur und eine popkulturelle Anspielung auf die Gamergate-Szene vergeben worden seien. Öffentliche Foren verzeichneten gehäuft negative Kommentare zu diesem Thema und die Spielepresse berichtete über Drohungen gegen die für diese Abschnitte verantwortliche Autorin Amber Scott.

### Nachfolgeprojekte

#### Baldur’s Gate II
Im September 2000 veröffentlichte Interplay den ebenfalls von BioWare entwickelten Nachfolger Baldur’s Gate II: Schatten von Amn. Zusammen mit dem dazugehörigen Add-on Thron des Bhaal führt es die Geschichte um das Bhaalskind zu Ende.

#### Baldur’s Gate: Dark Alliance
Baldur’s Gate: Dark Alliance und Baldur’s Gate: Dark Alliance 2 sind zwei ausschließlich für Spielkonsolen erschienene Ableger der Serie. Trotz des Namens besteht kein inhaltlicher oder spielerischer Zusammenhang mit den PC-Spielen. Stattdessen orientieren sich die Programme stärker am Spielstil des Action-Rollenspiels Diablo.
Beide Titel wurden nicht von BioWare entwickelt, sondern von den Snowblind Studios (Teil 1) und den Black Isle Studios (Teil 2). Dark Alliance erschien am 3. Dezember 2001, Dark Alliance 2 am 20. Januar 2004. Eine im Abspann des zweiten Teils angedeutete Fortsetzung ist seit dem Verlust der D&D-Lizenz und aufgrund der seit dem Jahr 2003 anhaltenden finanziellen Schwierigkeiten des Publishers Interplay nie erschienen.

#### Baldur’s Gate 3: The Black Hound
Ein weiterer Teil der ursprünglichen Serie mit dem Titel Baldur’s Gate 3: The Black Hound war seitens Interplay und Bioware geplant. Ein fertiges Konzept sowie Demonstrationsgrafiken existierten. Mit der Aufkündigung des Lizenzvertrags zwischen Interplay und Rechteinhaber Wizards of the Coast endeten die Arbeiten am Projekt. Bioware verfolgte intern das Konzept auch ohne die D&D-Lizenz weiter, was letztendlich zur Spielereihe Dragon Age führte.

#### Baldur’s Gate 3
Ab 2017 arbeiten die belgischen Larian Studios, Entwickler der Divinity-Rollenspielreihe, an Baldur’s Gate 3, das über 100 Jahre nach den Ereignissen der Vorgänger spielt. Eine Vorabversion des Spiels („Early Access“) wurde Käufern im Oktober 2020 zugänglich gemacht. Im August 2023 wurde das komplette Spiel veröffentlicht.

## Roman zum Spiel
Zum Spiel erschien ein englischsprachiger Roman.
- Philip Athans: Baldur’s Gate. Wizards of the Coast, Renton, WA 1999, ISBN 0-7869-1525-0.